# Twelve Microtonal Etudes for Electronic Music Media

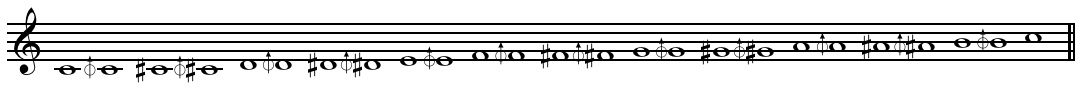
Sistema de notación de Blackwood para 24 temperamentos iguales

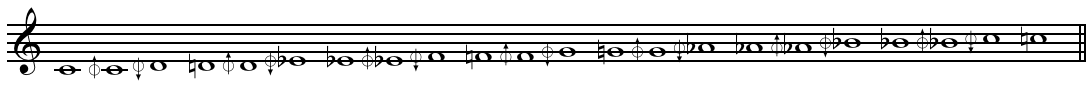
Sistema de notación de Blackwood para 21 temperamentos iguales: los intervalos se escriben de manera similar a los que se aproximan y hay diferentes equivalentes enarmónicos.

Twelve Microtonal Etudes for Electronic Music Media (Doce estudios microtonales para medios musicales electrónicos), op. 28, es un conjunto de piezas en varios temperamentos iguales microtonales compuestas y publicadas en LP en 1980 por el compositor estadounidense Easley Blackwood Jr.
A finales de la década de 1970, Blackwood ganó una beca del Fondo Nacional para las Humanidades para investigar las propiedades armónicas y modales de las afinaciones microtonales. El proyecto culminó con los Estudios Microtonales, compuestos como ilustraciones de las posibilidades tonales de todas las afinaciones iguales de 13 a 24 notas por octava. Le intrigaba "encontrar progresiones armónicas convencionales" en afinaciones no convencionales. “Lo que me interesó particularmente fueron las progresiones de acordes que darían una sensación de coherencia modal o de tonalidad. Es decir, puedes identificar subdominantes, dominantes, tónicos y tonalidades."
Blackwood comparó la tarea con escribir una "secuela" de El clave bien temperado de Bach.
Los Doce estudios microtonales fueron publicados nuevamente en disco compacto en 1994, acompañados de dos composiciones adicionales de afinaciones que Blackwood exploró en los Etudes: Fanfare in 19-note Equal Tuning, Op. 28a, y Suite for Guitar in 15-note Equal Tuning, op. 33. La Fanfare, al igual que los estudios, fue realizada por el compositor en el sintetizador Polyfusion. La suite fue interpretada por el guitarrista Jeffrey Kust en una guitarra acústica con un diapasón modificado.